# Morti nel 415
| Questa pagina contiene informazioni ricavate automaticamente dalle voci biografiche con l'ausilio del template Bio e di un bot. L'aggiornamento è periodico e automatico e ricostruisce completamente la pagina. Se manca una persona in questa lista, sei pregato di non aggiungerla, ma accertati piuttosto che la sua voce biografica contenga il template Bio e che i dati anagrafici siano correttamente compilati. Se il template Bio manca, inseriscilo tu stesso o, in alternativa, metti l'avviso {{tmp\|Bio}} che ne segnala la mancanza. Se i dati riportati sono sbagliati, correggi direttamente la voce biografica; le modifiche saranno visibili in questa lista entro pochi giorni. Per chiarimenti vedi il progetto biografie. La lista contiene solo le 8 persone che sono citate nell'enciclopedia e per le quali è stato implementato correttamente il template Bio. Pagina aggiornata al 10 feb 2025. |

- 17 ottobre - Paolo di Tammah, monaco cristiano e santo egiziano
- 29 ottobre - Onorato di Vercelli, vescovo e santo italiano
- Ahai, arcivescovo siro
- Ataulfo, sovrano visigoto
- Ipazia, matematica, astronoma e filosofa greca antica (n. 355)
- San Maruta, arcivescovo e santo siro
- Sigerico dei Visigoti, sovrano visigoto
- Termanzia, romana